# أليخاندرو ألبيزار
أليخاندرو ألبيزار دلغادو (بالإسبانية: Alejandro Alpízar)‏ (مواليد 14 يونيو 1979 في كوستاريكا) لاعب كرة قدم كوستاريكي دولي يجيد اللعب في خط الهجوم . يلعب حاليا لصالح نادي مونيسيبال ليبيريا الكوستاريكي منذ 2009 .

## روابط خارجية
- أليخاندرو ألبيزار على موقع الاتحاد الدولي (مؤرشف)  (الإنجليزية)
- أليخاندرو ألبيزار على موقع قاعدة بيانات كرة القدم.إي يو (الإنجليزية)
- أليخاندرو ألبيزار على موقع ناشيونال فوتبول تيمز (الإنجليزية)
- أليخاندرو ألبيزار على موقع Soccerway.com (الإنجليزية)